# Parfondeval
Parfondeval é uma comuna francesa na região administrativa da Normandia, no departamento Orne. Estende-se por uma área de 3,1 km². Em 2010 a comuna tinha 111 habitantes (densidade: 35,8 hab./km²).
Pertence à rede das As mais belas aldeias de França.